# Thanatophilus ruficornis
Thanatophilus ruficornis es una especie de escarabajo carroñero del género Thanatophilus, categorizada en la tribu Silphini, de la subfamilia Silphinae. Fue descrita por Küster en 1851.

## Distribución
Se distribuye por África: Argelia, Marruecos, Túnez y Europa: Portugal y España.